# Donjofranački jezici
Donjofranački jezici, podskupina donjonjemačkih jezika koja obuhvaća 4 jezika kojim se služi nekoliko naroda u Nizozemskoj, Belgiji i Južnoafričkoj Republici, to su: afrikaans [afr], blizu 5.000.000; flamanski [vls], 6.100,000; nizozemski [nld], 21.730,000; i zelandski ili zeeuws [zea].

## Vanjske poveznice
- Ethnologue (14th)
- Ethnologue (15th)